# 총계정원장

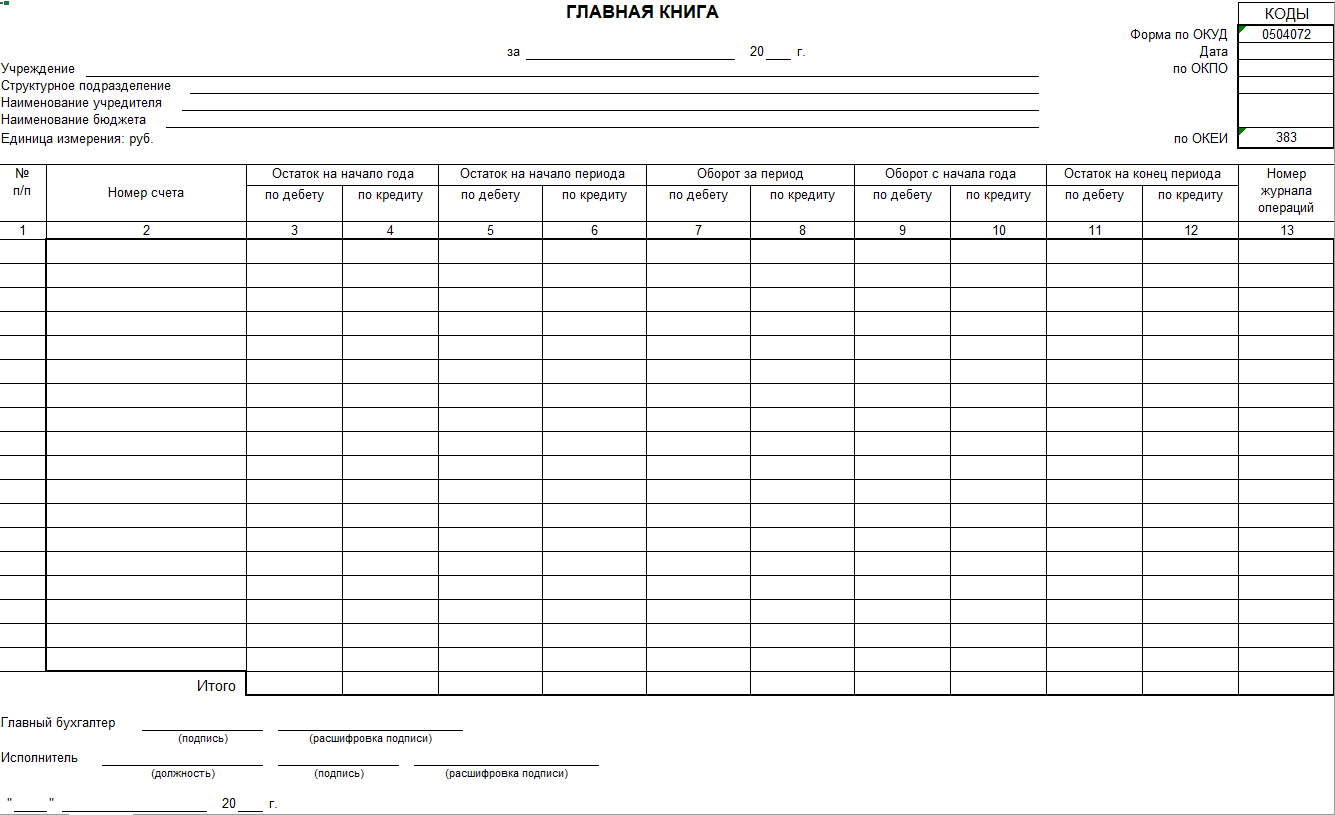

총계정원장(總計定元帳)이란 분개장에 분개한 것을 각 계정과목별로 계정계좌를 세워 거래를 계정단위로 기입하는 장부이다.

## 같이 보기
- 전기